# دونالد إف. تورنر
دونالد إف. تورنر (بالإنجليزية: Donald F. Turner)‏ هو مدرس أمريكي، ولد في 19 مارس 1921 في شبوا فولز في الولايات المتحدة، وتوفي في 1994 في Derwood, Maryland ‏ في الولايات المتحدة.